# Лаг (прилад)

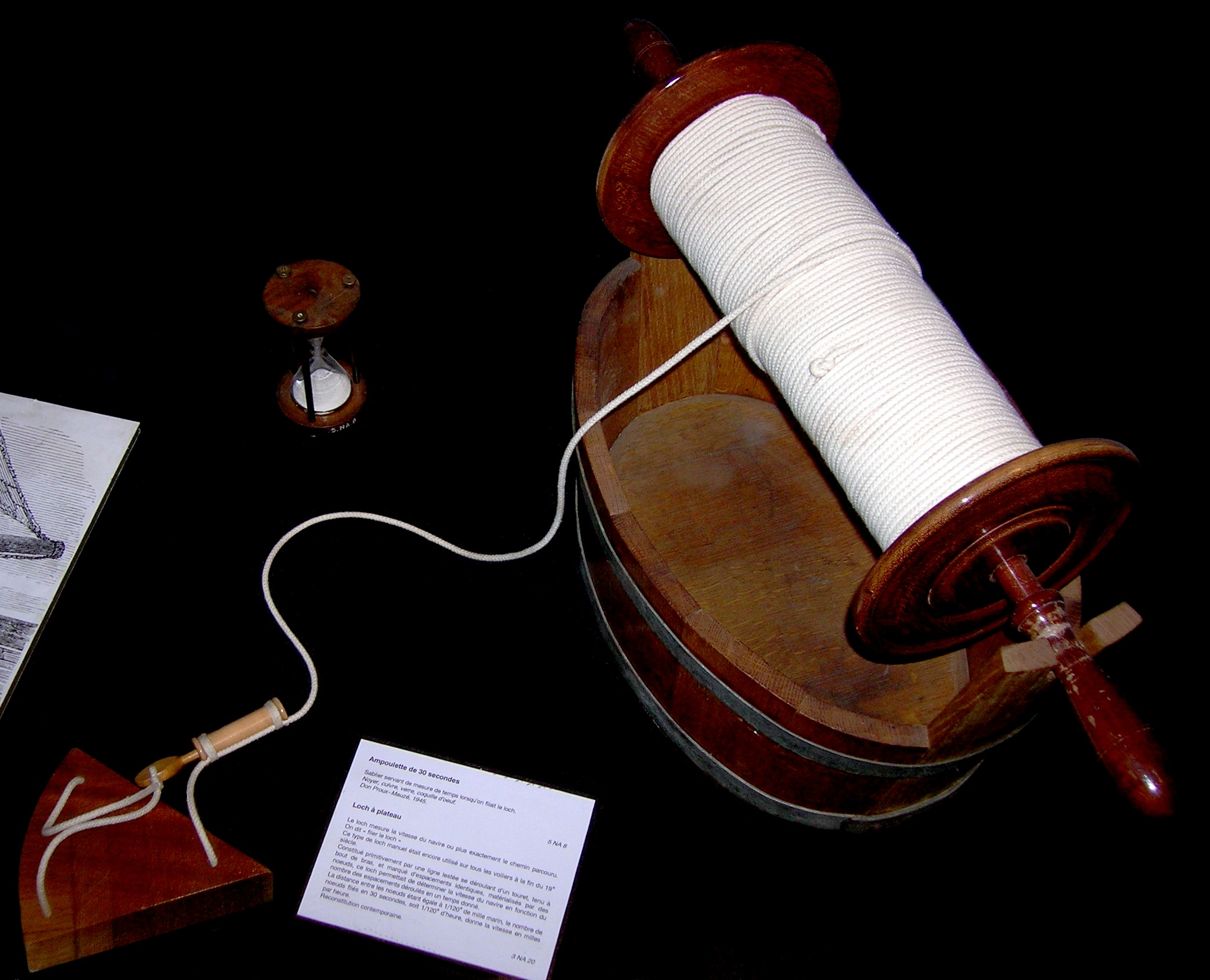
Голландський лаг з аксесуарами: котушкою для лагліня і пісковим годинником. Видно кріплення вуздечки до лагліня за допомогою чопика, який при витяганні лага висмикується з трубки і тим самим зменшує опір воді
Музей Флоту, Париж.

Лаг (від нід. log, букв. — «колода, колодка») — прилад для вимірювання швидкості судна. Конструкції лага можуть бути різними: від найпростіших у вигляді прив'язаної до ліня дерев'яної дошки до складних приладів, заснованих на різних фізичних ефектах.

## Історія

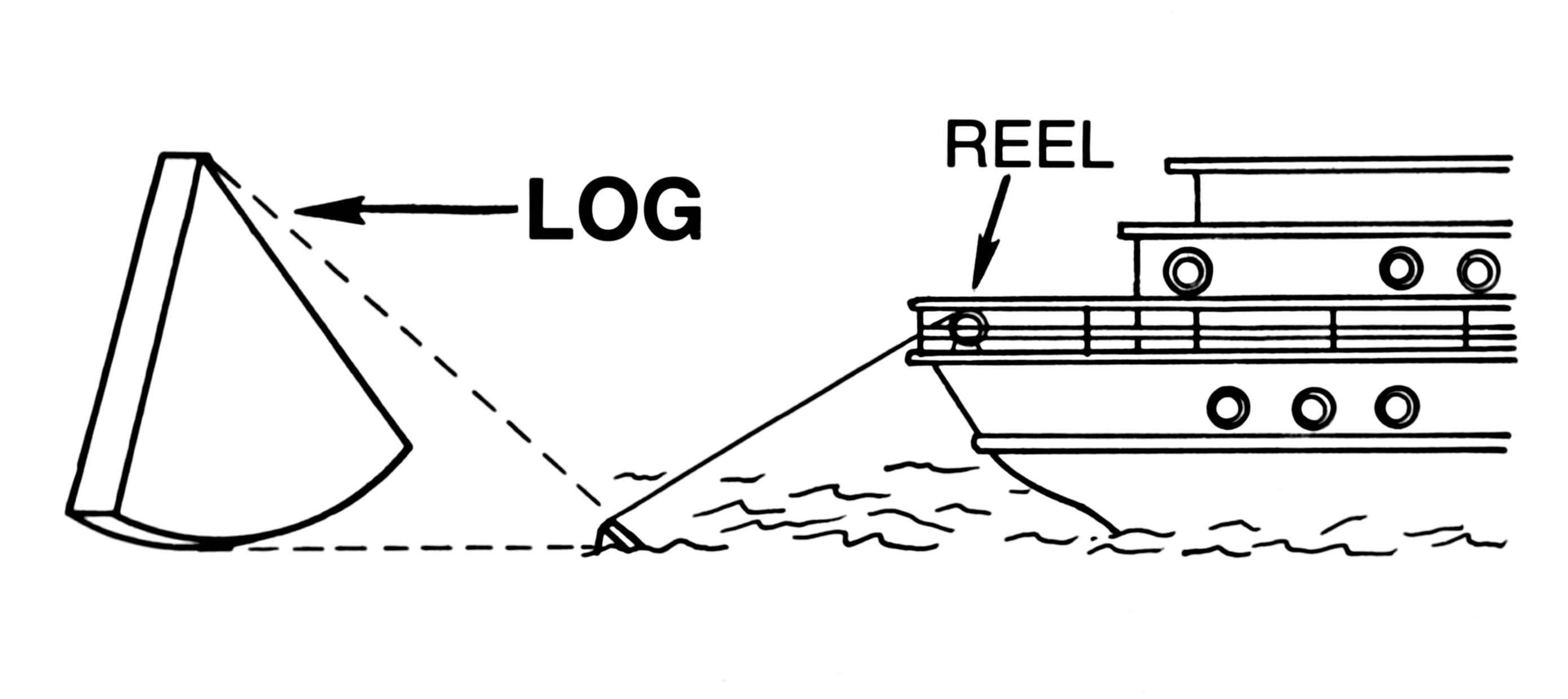
Використовування голландського лага

Перший відомий прилад вимірювання швидкості корабля («голландський лаг») з'явився, здогадно, наприкінці XVI — початку XVII століть. Його винахід приписують португальцю Бартоломеу Крешсенсью. Моряки кидали прив'язаний до мотузки шматок дерева у воду і засікали час пісковим годинником. Перший відомий опис приладу належить до 1574 року: у праці A Regiment for the Sea Вільяма Бурна, що розробив для вимірювань півхвилинний пісковий годинник. У той час довжиною милі приймалося 5 000 футів, отже за 30 секунд для однієї милі на годину корабель проходив близько 42 футів:
{\displaystyle {\text{пройдена відстань у футах}}={\text{1 миля/год}}\times {\text{5000фт/миля}}\times {\text{30с}}\times {\frac {\text{1год}}{\text{3600с}}}}
Первісно лаглінь не був розмічений і моряки вимірювали відстань стравленої мотузки після збігання засіченого часу. З впровадженням морської милі на мотузці стали вузлами позначати інтервали, що відповідали швидкостям у морських милях, звідси походить і традиція вимірювання ходу судна у вузлах. Пізніше вузли замінили вплетеними у лінь позначками. Багато кораблів використовували позначки у 8 фатомів (14,6 м чи 48 футів), інші — в 7 фатомів. Вважаючи милю рівною 6 000 футам, для проходження відстані 8 фатомів потрібно було 28,8 секунди. Найчастіше для відмірювання проміжків часу на суднах використовувалися 28-секундні та 14-секундні піскові годинники.

## Види
Принцип роботи сучасних лагів заснований на вимірюванні напору води, або гідролокації морського дна. Найпоширеніші лаги — доплерівський (використовується ефект Доплера), індукційний і кореляційний.

### Відносні лаги
Відносні лаги вимірюють швидкість відносно води. До них відносять і найраніші лаги — голландський і патент-лаг.
У теперішній час на суднах морського транспортного флоту застосовуються індукційні, гідродинамічні і радіодоплерівські лаги.

#### Голландський лаг

Колодка голландського лага у формі сектора

Найдавніші лаги являли собою шматок дерева, прив'язаний до мотузки (лагліня). На лігліні вузлами відмічали інтервали, що відповідали певній швидкості.
З часом конструкція була стандартизована і колодка лага набула форми сектора в 1/4 круга, лаглінь прикріплювався до неї «вуздечкою» в трьох точках. Такі форма і кріплення забезпечували максимальний опір воді і точніші показання.
Лаг кидали з корми судна; він діяв як плавучий якір, залишаючись приблизно на тому самому місці. Лаглінь з ходом судна поступово розмотувався з котушки, а матрос лічив число вузлів за фіксований проміжок часу. Це число й показувало швидкість судна в морських милях за годину (вузлах).
У Словнику Даля ціна позначки на лагліні наводиться в 1/120 морської милі, а швидкість судна визначається як кількість вузлів, відлічена за 30-секундний проміжок часу (1/120 години).

#### Патент-лаг

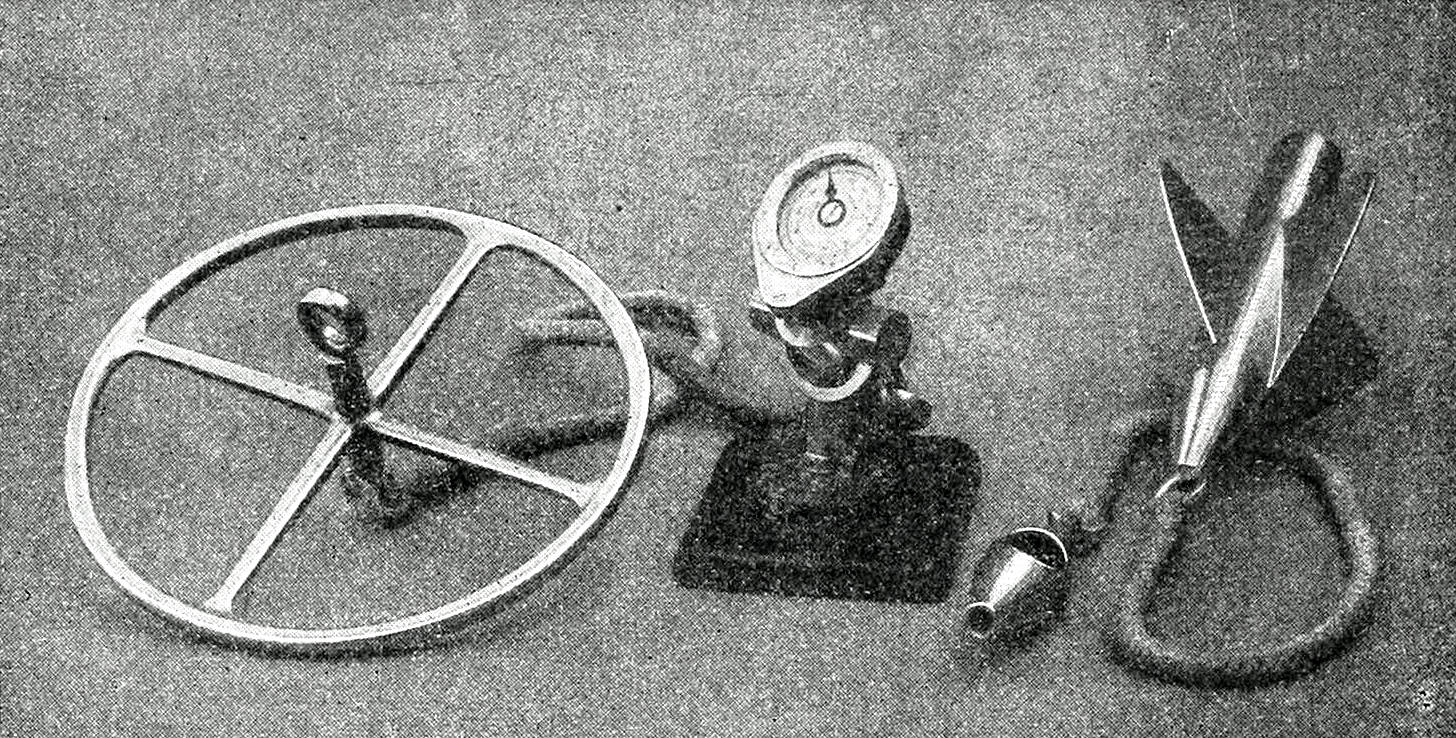
Патент-лаг. Ілюстрація до статті «Лаг» Військової енциклопедії Ситіна

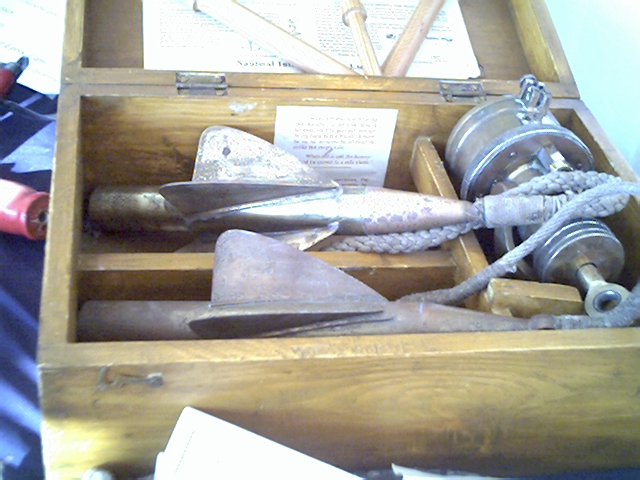
Ротор патент-лага, укладений у ящик

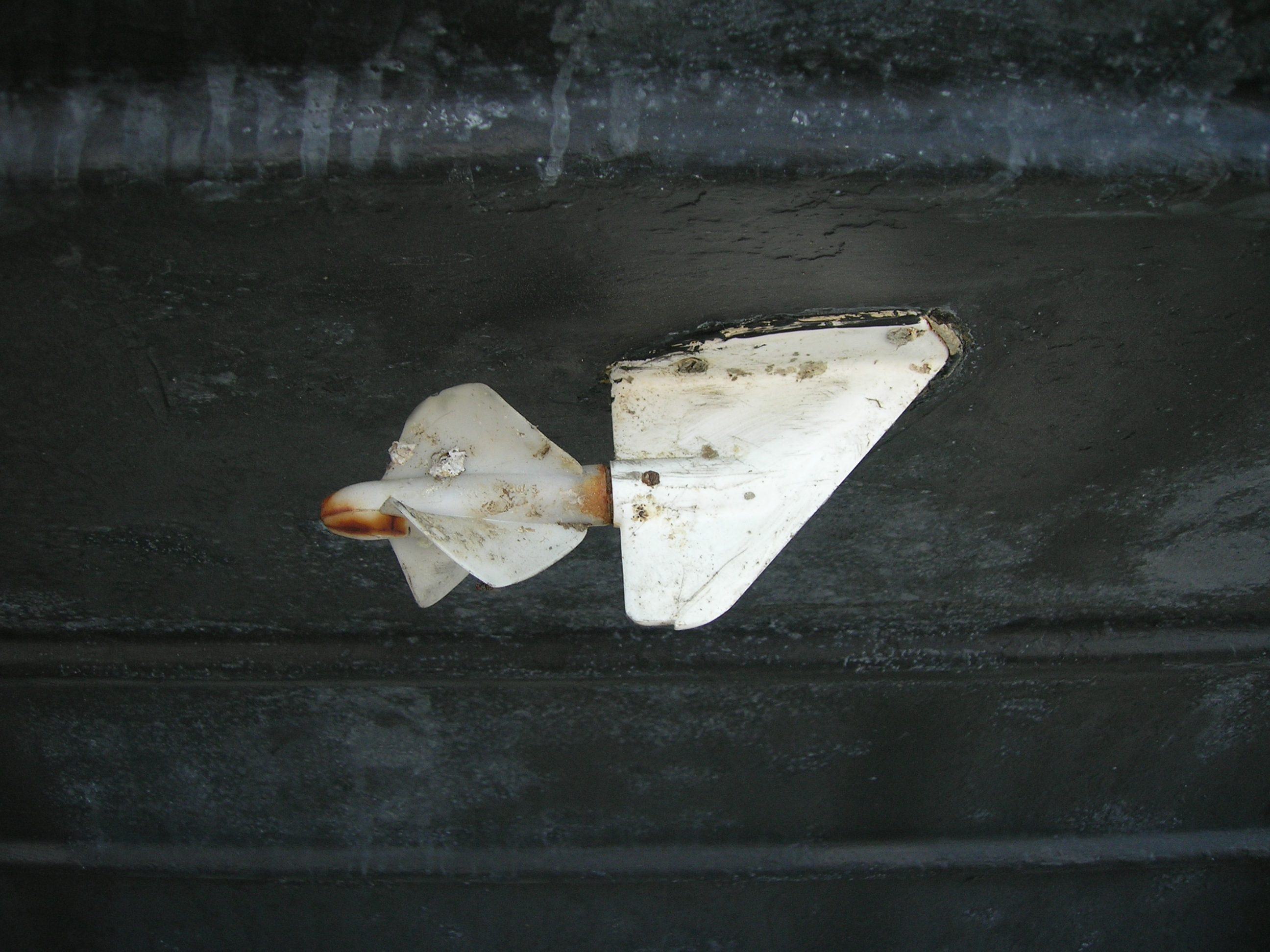
Ротор лага, прикріплений до корпусу

Патент-лаг (патентований лаг) — вид лага, який працює за тим самим принципом, що й одометр автомобіля. З'явився у XVIII столітті, отримав поширення в XIX, замінивши собою голландський лаг. Він складається з вертушки чи ротора (так званого «пера»), з'єднаної тугоплетеним лаглінем бл. 80 м завдовжки з лічильником відстані. Жорсткий лаглінь працює як гнучкий вал, передаючи обертальний момент від ротора до механізму лага. Лічильник укріплюють на кормі, а перо кидають за борт, де воно починає обертатися і через жорсткий лаглінь передає обертання коліщаткам і стрілці лічильника, який показує пройдену відстань у морських милях. Для точності показань необхідно уникати кручення лагліня, а для точнішої передачі обертання лаглінь приєднується до коліщатка ззовні лічильника, яке виконує роль маховика. Кожна пройдена миля відмічається звуком автоматичного дзвінка. При швидкостях, які перевищують 16 вузлів, перо може вискочувати з води, порушуючи точність показань приладу. Для усунення цієї проблеми наприкінці XIX століття був запропонований лаг з подвійною вертушкою. Коробка з вертушкою завдяки своїй масі завжди перебували у воді, не виходячи з неї навіть на дуже великих швидкостях. Лаглінь мав в окружності бл. 60 мм і сплітався з трьох звичайних сталок і одного струмопровідного дроту. На судні встановлювалися електрична батарея, дзвінок і вимикач. Кожні 24 оберти вертушки відбувався удар дзвінка і за числом цих ударів можна було визначити швидкість корабля за допомогою спеціальної таблиці.
З середини XX ст. механічні й електромеханічні варіанти такого лага з прикріпленою до днища вертушкою продовжують використовувати на невеликих суднах (переважно на яхтах).

#### Індукційні
Їхня дія заснована на властивості електромагнітної індукції. Згідно з цією властивістю при переміщенні провідника в магнітному полі в провіднику індукується ЕРС, пропорційна швидкості його переміщення.
За допомогою спеціального магніту під днищем судна створюється магнітне поле. Обсяг води під днищем, на який впливає магнітне поле лага, можна розглядати як множину елементарних провідників електричного струму, у яких індукується ЕРС: значення такої ЕРС дозволяє судити про швидкість переміщення судна.
Експлуатовані на суднах морського флоту індукційні лаги ІЕЛ-2 і ІЕЛ-2М побудовані за однаковою схемою: вони вимірюють тільки поздовжню складову відносної швидкості; виступних за корпус судна частин немає. Серійно виготовляється в даний час тільки лаг ІЕЛ-2М. Лаг ІЕЛ-2 знятий з виробництва в 1980 році. Лаг ІЕЛ-2М може встановлюватися на всіх морських суднах, включаючи криголами і судна на підводних крилах.
З обростанням корпусу судна лаги ІЕЛ-2 і ІЕЛ-2М починають давати занижені показання.
У схеми лагів ІЕЛ-2 і ІЕЛ-2М включений фільтр, що усереднює їхні показання. Тому при вимірюванні судном швидкості лаг фіксує цю зміну з деяким запізненням.

#### Гідродинамічні
Принцип дії гідродинамічного лага заснований на вимірюванні гідродинамічного тиску, створюваного швидкісним напором набігаючого потоку води при русі судна.
Поправка гідродинамічного лага, як правило, нестабільна. Основними причинами, що зумовлюють її зміни під час плавання, є дрейф судна, диферент, обростання корпусу, хитавиця і зміна району плавання.
Розрахувати зміну поправки лага від впливу перших трьох причин неможливе.

### Абсолютні лаги
Під абсолютними розуміють лаги, що вимірюють швидкість судна відносно ґрунту. Розроблені в даний час абсолютні лаги є гідроакустичними і діляться на доплерівські і кореляційні.

#### Гідроакустичні доплерівські лаги
Принцип роботи ГДЛ полягає у вимірюванні доплерівського зсуву частоти високочастотного гідроакустичного сигналу, посланого з судна і відбитого від поверхні дна.
Результувальною інформацією є поздовжня і поперечна складова шляхової швидкості. ГДЛ дозволяє виміряти їх з похибкою до 0,1 %. Роздільність високоточних ГДЛ становить 0,01–0,02 вуз.
При установленні додаткової двопроменевої антени ГДЛ уможливлює контролювати переміщення відносно ґрунту носа і корми, що полегшує управління великотоннажним судном при плаванні каналами, у вузькостях і при виконанні швартових операцій.
Більшість наявних ГДЛ забезпечують вимірювання абсолютної швидкості при глибинах під кілем до 200—300 м. При великих глибинах лаг перестає працювати або переходить у режим вимірювання відносної швидкості, тобто починає працювати від деякого шару води як відносний лаг.
Антени ГДЛ не виступають за корпус судна. Для забезпечення їхньої заміни без докування судна вони встановлюються в клінкетах.
Джерелами похибки ГДЛ можуть бути: похибка вимірювання допплерівської частоти; зміна кутів нахилу променів антени; наявність вертикальної складової швидкості судна. Сумарна похибка з цих причин у сучасних лагів не перевищує 0,5 %.

#### Кореляційні лаги
Принцип дії гідроакустичного кореляційного лага (ГКЛ) полягає у вимірюванні часового зсуву між ідентичними акустичними сигналами, прийнятими двома судновими антенами, рознесеними на певну відстань, які отримали з рухомого судна відбитий від ґрунту сигнал.
На глибинах до 200 м. ГКЛ вимірює швидкість відносно ґрунту і одночасно вказує глибину під кілем. На великих глибинах він автоматично переходить на роботу відносно води.
Достоїнствами ГКЛ порівняно з ГДЛ є незалежність показань від швидкості поширення звуку у воді і надійніша робота на хитавиці.

## Інше

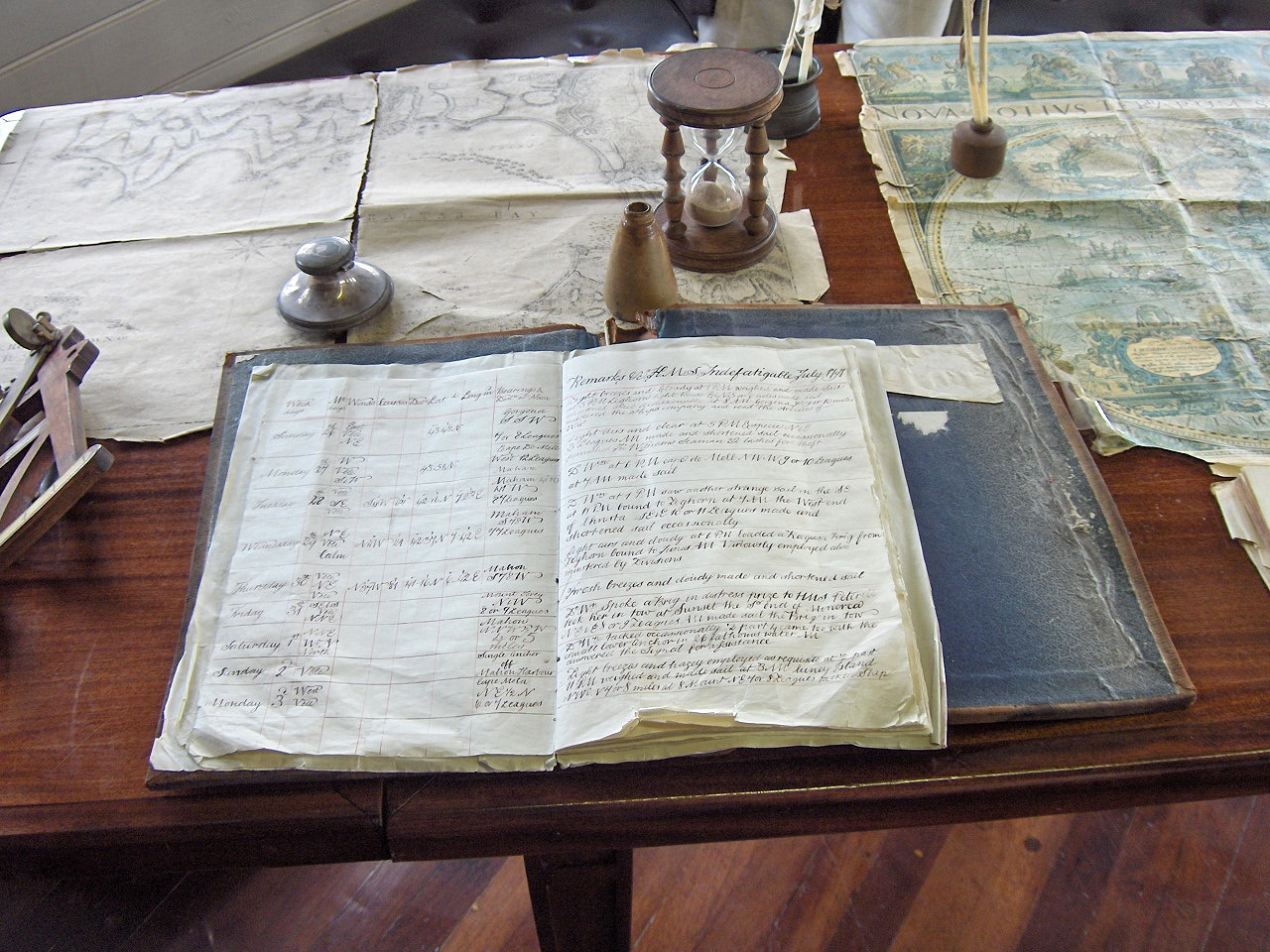
Реєстраційний журнал корабля Grand Turk

До англ. log («лаг») сходить і комп'ютерний термін «логін»: слово log послідовно набувало значень «колодка» → «лаг» → «реєстраційний журнал показань лага» (з первісного logbook) → «реєстраційний журнал» → «реєструвати в журналі» → «реєструватися».